# Білецький Михайло Іванович
Миха́йло Іва́нович Біле́цький (нар. 9 квітня 1935, Київ) — український математик, політолог. Кандидат фізико-математичних наук (1968). Один із 139 «підписантів» листа із засудженням політичних репресій в Україні у 1965–1967 роках.

## Біографія
Михайло Іванович Білецький народився 9 квітня 1935 року в Києві. 1951 року вступив на механіко-математичний факультет Московського університету. 1956 року його відрахували з п'ятого курсу через політичні мотиви. Головною причиною виключення з університету став випуск стінної газети «Літературний бюлетень». Зокрема, в стіннівці був матеріал про російського письменника Володимира Дудінцева та його роман «Не хлібом єдиним», опублікований 1956 року. Проте, за спогадами сучасників, найбільше занепокоєння органів викликала емблема стіннівки — закутий у ланцюги робітник тягнеться до дзвону. Бюлетень кваліфікували як антирадянський. Було встановлено, що основними організаторами випуску бюлетеня стали студенти Білецький, Стоцький і Вайнштейн. Керівництво Московського університету визнало доцільним відрахувати з університету тільки студента Михайла Білецького — «як головного організатора випуску „Літературного бюлетеня“ та найактивнішого дезорганізатора студентів на факультеті» .
У 1957–1962 роках працював в Єревані в Науково-дослідному інституті математичних машин і Обчислювальному центрі Академії наук Вірменської РСР. 1959 року закінчив фізико-математичний факультет Єреванського університету.
У 1962–1965 роках був аспірантом Математичного інституту імені Стеклова в Москві. Кандидат фізико-математичних наук за фахом математична логіка і теорія алгоритмів (1968).
У 1965–1968 роках — науковий співробітник Інституту кібернетики АН УРСР. На початку 1968 року був серед 139 чоловік, які підписали лист, адресований Леоніду Брежнєву, Олексію Косигіну та Миколі Підгорному, із засудженням політичних репресій в Україні у 1965–1967 роках (зокрема, на захист журналіста В'ячеслава Чорновола). У квітні 1968 року з Іриною Заславською поїхав до Москви, де Заславська віднесла оригінал листа з підписами до приймальні ЦК КПРС, а Білецький передав примірник листа Петрові Якіру. Керівництво Інституту кібернетики, де працював Білецький, знаючи про його підпис під листом, запропонувало йому звільнитися з роботи «за власним бажанням» .
Від 1968 року — викладач Київського університету. 1972 року Білецького стали постійно викликати для свідчень у зв'язку, як зазначає він, «із надто широким і небезпечним колом знайомств». Чимало запитань стосувалося листа, підписаного чотири роки тому. 1973 року КДБ запропонував керівництву факультету кібернетики, де працював Білецький, провести збори з його засудженням і звільнити з роботи, що й було виконано. Білецький, підсумовуючи події цього періоду, зазначив: «Порівнюючи з тим, що зазнала більшість „підписантів“, я маю сказати, що відкараскався досить дешево й не можу мати серйозних особистих претензій. Якщо не брати до уваги крайню нервову напругу — мою й моєї дружини — того страшного 1972 року, особливо у першій його половині, коли ми чекали на народження дитини».
Далі Білецький у скромніших установах працював розробником автоматизованих систем керування. Зокрема, він брав участь у створенні автоматизованої системи для Дарницького вагоноремонтного заводу.
10 березня 1989 року Білецький звернувся з відкритим листом до ініціативної групи Київської організації Спілки письменників України та ініціативної групи Інституту літератури імені Тараса Шевченка АН УРСР у зв'язку з розробленим ними проектом Програми Народного руху України за перебудову. Передусім Білецький зазначив, що повністю поділяє ідею створення в СРСР і, зокрема, в Україні широких громадських рухів у підтримку і для розвитку політики перебудови, демократизації та гласності, оскільки тільки з такими рухами можуть пов'язуватися надії на відібрання влади від бюрократії та передачу її суспільству. Білецький зазначив: «Я підтримую також майже всі положення проекту Програми, який видається мені в цілому досить ґрунтовно і всебічно продуманим». Проте він висловив різке заперечення проти положення проекту Програми: «Практика вільного вибору батьками мови навчання, яка в умовах, що склалися в нашій республіці, веде до національного нігілізму, поширення обивательских поглядів, виховання безбатченків, потребує перегляду з боку правових і моральних норм» .
Від 1993 року — співробітник Київського центру політичних досліджень і конфліктології. Галузь інтересів — етнічні і конфесійні проблеми.

## Участь у полеміці щодо Голодомору
19 листопада 2005 року Білецький в газеті «День» опублікував статтю «Світ повинен це пам'ятати» з підзаголовком «Про юридичну кваліфікацію Голодомору». Білецький зазначає, що «знищення голодом українських селян у 1932–1933 рр., безперечно, є однією з найбільших трагедій та одним із найтяжчих і наймасштабніших злочинів у історії людства». Проте, згідно з висновками Білецького, «на запитання, чи підпадає Голодомор під юридичне визначення геноциду, не можна однозначно відповісти у зв'язку з неконструктивністю цього поняття». Тому він пропонує: «Для того, щоб світова спільнота могла краще протидіяти масовим знищенням людей, на зразок тих, що відбувалися в XX столітті, треба закріпити в міжнародному праві поняття, таке саме вагоме, але загальніше, ніж геноцид, забезпечивши запобіжні заходи цьому злочину» .
Опонуючи математикові Білецькому, Євген Зарудний (Харків) зазначає: «Математику здається непробивною броня силогізму: „геноцид передбачає знищення українців як таких, багатьох українців (міське населення, партсклад й інші) система пощадила, ergo, знищення українців не є геноцидом“. Тим часом, даний силогізм не заперечує, а підтверджує факт геноциду, бо українці, вказані у другому посиланні, насправді такими не були», адже «ще в царській імперії існувало правило, успадковане й владою імперії радянської: „малорос за походженням, який говорив російською та який зараховує себе до росіян, таким автоматично великорусами і признавався“… Тому робочих, партійців, червоноармійців — українців за походженням — геноцид обійшов стороною» .

## Праці

### Інформатика
- Белецкий М. И. «Бесконтекстные и доминационные грамматики и связанные с ними алгоритмические проблемы» // Кибернетика, 1967, № 4. Стр.90-97.
- Белецкий М. И., Кривей Т. П. Об информационно-алгоритмическом языке для проектирования АСУ городом // Проблемы создания территориальных звеньев РАС УССР. — Киев: Институт кибернетики АН УССР, 1977. — С. 39—46.
- Анисимов А. В., Белецкий М. И., Севбо И. П. К построению малых баз данных с диалогом на естественном языке // Научно-техническая информация. Серия 2. — 1984. — № 5.

### Соціологія
- М. И. Белецкий, М. П. Погребинский, А. К. Толпыго. Президентские выборы 1999 года в Украине: региональный аспект // Стратегічна панорама. — 1999. — № 4.
- Білецький, Погребинський. Політичні партії України у взаємодії зі структурами влади // Становлення владних структур в Україні 1991–1996. — К.: ЗАТ «Українська прес-група», 1997.
- Украина без Кучмы. Год оранжевой власти. Январь 2005 — март 2006 года. — К.: Оптима, 2007. — 744 с. (у співавторстві).

### Публіцистика і мемуари
- М. Белецкий. Подвожу итоги. — К., Оптима, 2007. — 252 с.
- Михаил Белецкий. «Что вспомню» [Архівовано 14 жовтня 2008 у Wayback Machine.]

## Публікації

### Публікації в газеті «День»
- Прихід СЛОна сприятиме міжкультурному діалогові // День. — 1997. — 29 липня.
- Наша справа катівська? // День. — 1998. — 15 травня. [Архівовано 14 січня 2005 у Wayback Machine.]
- Українське суспільство перед візитом Папи і після нього // День. — 2001. — 23 червня.
- Світ повинен це пам'ятати: Про юридичну кваліфікацію Голодомору // День. — 2005. — 19 листопада.

### Публікації в інтернет-газеті «Українська правда»
- Інформаційна безпека і намагання полювання на відьом // Українська правда. — 2008. — 14 травня.